# Rick Steves
Richard John Steves Jr. (10 de mayo de 1955) es un escritor de viajes, autor, activista y personalidad televisiva estadounidense. Su filosofía de viaje invita a su audiencia a explorar las áreas menos turísticas de los destinos y a empaparse de la forma de vida de la población local. Desde 2000, presenta la serie de viajes Europa de Rick Steves a través de la distribuidora American Public Television. También tiene un programa sobre el mismo tema que se transmite por la radio pública estadounidense llamado Viaje con Rick Steves (de 2005 al presente) y es autor de numerosas guías de viaje, la primera de las cuales fue la popular Europa a través de la puerta trasera. En 2006, se convirtió en columnista de un periódico sindicado y, para 2010, su empresa lanzó una aplicación para teléfonos móviles llamada "Rick Steves' Audio Europe" que contiene recorridos a pie autoguiados e información geográfica.

## Primeros años y carrera

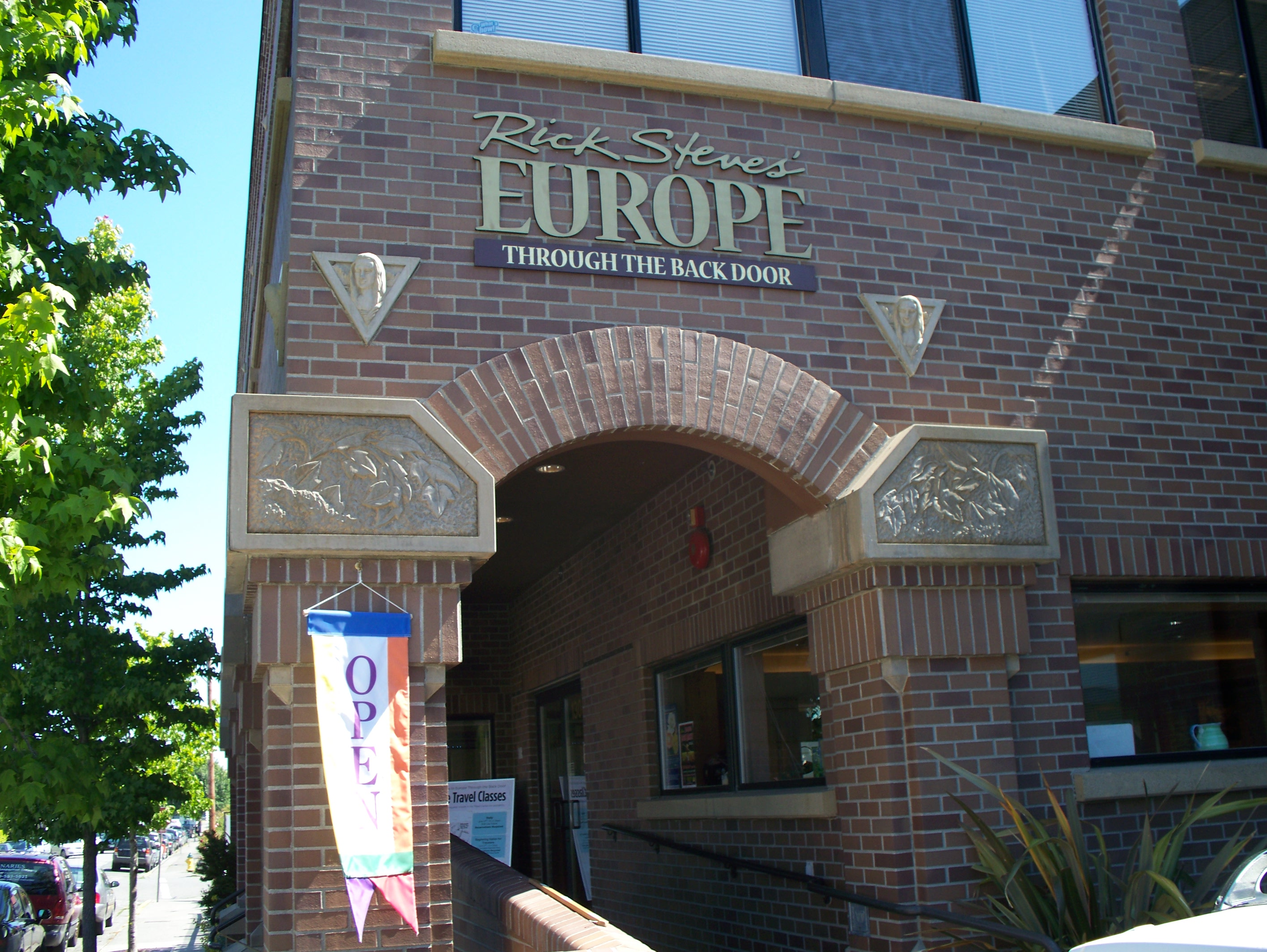
Sede corporativa de Rick Steves en Edmonds, Washington

Richard John Steves Jr. nació en Barstow, California; hijo de Richard John Steves (director de una banda de escuela secundaria y técnico de piano) y June Erna Steves (apellido de soltera Fremmerlid). Su madre es descendiente de los inmigrantes noruegos Harold y Erna Fremmerlid. Steves tiene dos hermanas: Jan y Linda. La familia se mudó a Edmonds, Washington en 1967.
La familia era propietaria de una tienda de pianos llamada "Steves Sound of Music", que se dedicaba a la importación y venta de pianos, así mismo ofrecía servicios de afinación de pianos. Cuando tenía 14 años, viajó a Europa junto con sus padres para ver las fábricas de pianos que su empresa familiar importaba. Documentó lo que vio y experimentó en el reverso de postales que numeró secuencialmente. Durante ese mismo viaje la familia visitó a parientes en Noruega en las mismas fechas que aconteció el alunizaje del Apolo 11; y en un parque de Oslo, Steves se dio cuenta de algo que lo influiría a lo largo de su vida: "Este planeta debe ser el hogar de miles de millones de hijos de Dios igualmente adorables". Cuando cumplió 18 años, volvió a visitar Europa, pero sin sus padres. También mantuvo diarios de todas esas experiencias. 
Steves asistió a la Universidad de Washington, especializándose en historia europea y administración de empresas, para graduarse en 1978. 
Ya en la veintena, comenzó a impartir clases de viajes a través de The Experimental College, un programa de clases sin créditos dirigido por los mismos estudiantes de la Universidad de Washington. Al mismo tiempo, en el verano trabajaba como guía turístico y profesor de piano. En 1979, basándose en sus clases de viaje, escribió la primera edición de Europa a través de la puerta trasera (ETBD por sus siglas en inglés), una guía general sobre cómo viajar por Europa. Steves publicó por sí mismo la primera edición de su libro de habilidades de viaje ETBD en 1980. El libro contenía una página que decía: "Cualquiera que sea sorprendido reimprimiendo cualquier material aquí para cualquier propósito, será profundamente agradecido".  
A diferencia de la mayoría de los empresarios de guías turísticas, abrió un negocio de escaparate. Inicialmente, esto era tanto un centro de viajes como un estudio de enseñanza de piano. Impartió clases de viajes y presentaciones de diapositivas, asesoró sobre viajes, organizó algunos viajes grupales al año y actualizó sus libros. No proporcionó reserva de boletos u otros servicios estándar de las agencia de viajes. Registró su negocio como "La Europa de Rick Steves a través de la puerta de trasera". La sede de la empresa todavía se encuentra en Edmonds, Washington. El primer programa de televisión, Viajes por Europa con Rick Steves, debutó en la televisión pública en abril de 1991 y finalizó su producción en 1998. Su segundo programa, Europa de Rick Steves, debutó en septiembre de 2000 y ha emitido episodios hasta 2020, aunque por no producir una temporada cada año; su conteo total se reduce a sólo 11.

## Actividades actuales

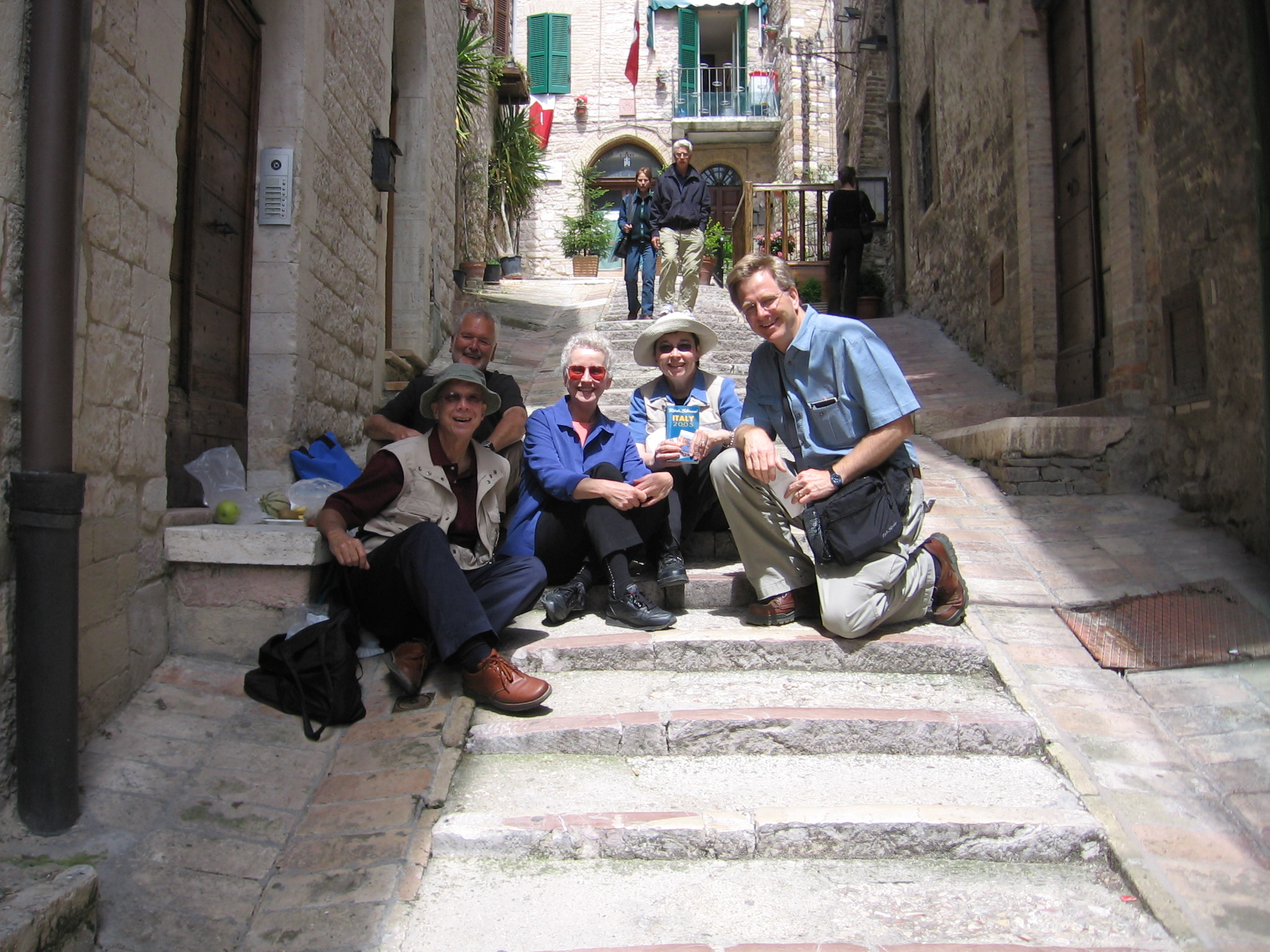
Steves con turistas en Italia

Steves aboga por los viajes independientes. Sus libros y otros medios de difusión tratan sobre viajes principalmente en Europa y están dirigidos a la audiencia estadounidense. Como presentador, escritor y productor de la popular y longeva serie de televisión pública Europa de Rick Steves, y a través de sus libros de viajes, alienta a los estadounidenses a convertirse en lo que él llama "locales temporales", visitando no sólo las principales ciudades, sino también pueblos acogedores lejos de las rutas turísticas populares. Las series de televisión, las guías, los programas de radio, las aplicaciones móviles y los recorridos en autobús guiados proporcionados por su empresa atraen a fanáticos conocidos como "Rickniks".
Steves escribe y coproduce sus programas de televisión a través de su propia productora, Back Door Productions.
Desde la publicación de su primer libro en 1980, Steves ha escrito guías de países, ciudades y regiones, libros de frases y es coautor de Europa 101: Historia y Arte para los Viajeros. Su guía de Italia es la guía internacional fue la más vendida en los EE. UU. En 1999, comenzó a escribir en un nuevo género de escritura de viajes con sus anecdóticas Postales desde Europa, contando sus momentos favoritos de sus muchos años de viaje. Los libros de Steves son publicados por Avalon Travel Publishing, miembro de Perseus Books Group. En 2009, publicó el libro Viajar como un acto político, una guía para viajar de manera más reflexiva.
Además de sus guías y programas de televisión, Steves se ha expandido a la radio, los periódicos y las aplicaciones móviles. En 2005, Steves lanzó un programa de radio público semanal, Travel with Rick Steves. Centrándose en los viajes por el mundo, aunque con un fuerte énfasis en Europa y América del Norte, cada programa tiene un invitado experto en viajes para entrevistas, seguidas de llamadas con preguntas y comentarios. En 2006, Steves se convirtió en colaborador del periódico sindicado Tribune Content Agency, donde publica artículos sobre viajes en el mismo formato de sus programas de radio y televisión En 2010, lanzó la aplicación móvil Rick Steves' Audio Europe, una biblioteca de contenido de audio (que incluye recorridos a pie autoguiados) organizados en listas de reproducción geográficamente específicas para iPhone y Android.

## Defensa política y cívica
Políticamente, Steves se ha identificado a sí mismo como miembro del Partido Demócrata y respaldó públicamente las campañas presidenciales de Hillary Clinton y Joe Biden en 2016 y 2020, respectivamente.
Es un defensor vocal de la legalización del cannabis y un partidario activo de los esfuerzos para reformar la política de cannabis en los Estados Unidos En sus propias palabras: "Como la mayor parte de Europa, creo que la marihuana es una droga blanda, como el alcohol y el tabaco. Al igual que el alcohol y el tabaco, no hay ninguna razón por la que no deba gravarse y regularse. El crimen solo debe entrar en la ecuación si se abusa de él hasta el punto en que se daña a personas inocentes".
Steves es miembro de la Junta Asesora de la Organización Nacional para la Reforma de las Leyes sobre la Marihuana, convirtiéndose en presidente de su junta directiva en 2021. También fue un gran partidario de la Iniciativa 502 para legalizar, gravar y regular el cannabis en el estado de Washington. Steves presentó un programa educativo patrocinado por la ACLU llamado Marijuana: It's Time for a Conversation, que fue nominado a un premio Emmy.
Steves también apoya soluciones para personas sin hogar. En 2005, construyó un complejo de apartamentos de 24 unidades en Lynnwood, Washington, llamado Trinity Place y administrado por la YWCA local, para brindar viviendas de transición a madres sin hogar y sus hijos. En 2017, Steves donó ese complejo de apartamentos de 4 millones $ para mujeres y niños sin hogar a la YWCA. Los miembros del Club Rotario de Edmonds ayudan a mantener los edificios y los terrenos, proporcionando de todo, desde muebles hasta flores. El club también recaudó 30, 000 $ para construir una estructura de juegos para los niños del lugar.
Steves también dona regalías de uno de sus libros al grupo Bread for the World, un movimiento para acabar con el hambre. 
Como partidario de las artes, Steves donó 1 millón de dólares estadounidenses en 2011 al Centro Edmonds para las Artes y la Orquesta Sinfónica de Cascade.
Como viajero de toda la vida, Steves reconoce que el terrorismo es algo a lo que los estadounidenses deben acostumbrarse, una consecuencia natural de la posición de los Estados Unidos en la comunidad mundial y su avance militar. En una entrevista con el Seattle Times, Steves dijo:
"Creo que somos 300 millones de personas y si perdemos unos cientos de personas al año a causa de los terroristas, eso no cambia quiénes somos y no debería cambiar la estructura de nuestra sociedad. Francamente, creo que deberíamos acostumbrarnos a perder; mientras adoptemos la postura en el mundo de ser la superpotencia militar, habrá gente que te mordisqueará. Y si son cientos o miles, perdemos 15,000 gentes al año para tener derecho a portar armas y la mayoría de la gente piensa que es un buen negocio, año tras año. Gastamos 15.000 personas por el derecho a portar armas. ¿Qué nos gastamos para ser tan agresivos y pesados en este planeta? Siempre vamos a tener terrorismo.”
Cuando viajó a Irán, notó la similitud de los iraníes y los estadounidenses que renuncian a sus libertades para tener menos miedo:
"Cambiaron su libertad por una teocracia, por miedo. Es como los estadounidenses. No queremos torturar a la gente, queremos libertades civiles, no queremos que nuestro gobierno lea nuestro correo. Pero cuando tenemos miedo, dejamos que el miedo triunfe sobre nuestro compromiso con nuestras libertades civiles y la decencia. Permitimos la tortura, permitimos que el gobierno lea nuestro correo. No es porque seamos malos, es porque a veces el miedo es más importante que nuestros valores fundamentales. E Irán tiene miedo. Han renunciado a la democracia porque saben que una teocracia se mantendrá firme contra la invasión de los valores occidentales".
En Viajar como un acto político, Steves escribió que mostrar la bandera estadounidense en las antenas de los automóviles "crea una dinámica esquizofrénica y temerosa que puede avivar el terrorismo de hoy y los conflictos internacionales del mañana".
El 20 de enero de 2017, fecha de la toma de posesión de Donald Trump, Steves igualó la suma total de cada compra realizada en su sitio web ese día y la donó a la Unión Estadounidense de Libertades Civiles. Según Steves, el sitio web tuvo más tráfico de lo normal después de que anunció el esfuerzo y que los clientes compraron 42 962 $ en mercadería. Donó 50 000 $ a la ACLU y declaró: "Aquellos de nosotros con pasaportes y que somos lo suficientemente ricos como para viajar mucho, especialmente los hombres blancos, heterosexuales y cristianos como yo, no pensamos mucho en las libertades civiles... al menos, no de manera inmediata o personal. Las libertades civiles simplemente no son un problema para la mayoría de nosotros. Si una persona rica tiene problemas con la ley, puede contratar a un buen abogado. Son los pobres los que están llenando nuestras prisiones. Si quiero fumar marihuana, nadie me va a arrestar. Son las personas pobres y negras las que son arrestadas y luego privadas de sus derechos. Tengo voz porque encajo en las normas sociales y tengo dinero".
En junio de 2019, reconociendo que viajar es una fuente de destrucción ambiental, anunció que su compañía de viajes donará 1 millón $ al año a una cartera de organizaciones ambientales sin fines de lucro, para mitigar las emisiones de carbono generadas por los 30 000 viajeros anuales que usan su programa de viajes. Los críticos sostienen que los viajes nunca pueden ser neutrales en carbono y que sus donaciones equivalen a ser una forma de que los ricos se sientan mejor; Steves responde que si los viajeros prefieren reservar con su compañía debido a la compensación de carbono, otras compañías de viajes se verán obligadas a hacer lo mismo para mantenerse en el negocio.

## Vida personal
Steves es un cristiano luterano activo y ha escrito y presentado videos educativos sobre temas como Martín Lutero y la Reforma europea. Apoya la teología de la liberación. Ha hablado en el Lutheran Peace Fellowship. Para reconocer su "servicio sobresaliente a la iglesia y la sociedad", el Instituto Lutero, un afiliado del Seminario Teológico Luterano en Gettysburg, le entregó su Premio Wittenberg.
Steves es de ascendencia noruega. Su hermana Jan es una corredora de Iditarod. Estuvo casado con Anne Steves hasta que se divorciaron en el 2010. Ellos tienen dos niños. Su hijo Andy Steves siguió los pasos de su padre y fundó su propia compañía de viajes, Weekend Student Adventures Europe, y escribió Andy Steves' Europe: City-Hopping on a Budget.
Comenzó a salir con la reverendo Shelley Bryan Wee, Obispo del Sínodo del Noroeste de Washington en la Iglesia Evangélica Luterana en América, en diciembre del 2019.
Steves pasa alrededor de un tercio de cada año en Europa investigando guías y filmando programas de televisión. Su casa todavía está en Edmonds, Washington, donde ha vivido desde 1967.